# Lubomír Vlk
Lubomír Vlk, né le 21 juillet 1964 à Uherské Hradiště, est un footballeur tchèque, qui évoluait au poste de défenseur au FC Porto et en équipe de Tchécoslovaquie.
Vlk a marqué deux buts lors de ses onze sélections avec l'équipe de Tchécoslovaquie entre 1987 et 1991.

## Carrière
- 1985-1990 : TJ Vítkovice
- 1990-1993 : FC Porto
- 1993-1995 : TJ Vítkovice
- 1995-1998 : FK Karviná
- 1998-2000 : TJ Vítkovice

## Palmarès

### En équipe nationale
- 11 sélections et 2 buts avec l'équipe de Tchécoslovaquie entre 1987 et 1991.

### Avec le TJ Vítkovice
- Vainqueur du Championnat de Tchécoslovaquie de football en 1986.

### Avec le FC Porto
- Vainqueur du Championnat du Portugal de football en 1992 et 1993.
- Vainqueur de la Coupe du Portugal de football en 1991.
- Vainqueur de la Coupe du Portugal de football en 1991 et 1993.